# The Fray (álbum)
The Fray es el título del segundo álbum de estudio de la banda estadounidense homónina, producido por Mike Flynn y Aaron Howard Johnson. Se puso a la venta el 3 de febrero de 2009.
El primer sencillo del álbum es "You Found Me", que además fue elegido para promocionar la quinta temporada de la serie de televisión Lost. Un vídeo musical del tema, que mezcla imágenes de la banda y de la serie, fue emitido el 20 de noviembre de 2008 en la cadena ABC, durante la pausa publicitaria de Grey's Anatomy.
Los sencillos que se desprendieron de este segundo álbum fueron los temas: You found me, Never say never y Syndicate.

## Lista de canciones
1. Syndicate (3:31)
2. Absolute  (3:47)
3. You Found Me (4:04)
4. Say when (5:02)
5. Never Say Never (4:16)
6. Where the story ends  (3:57)
7. Enough for now  (4:14)
8. Ungodly hour    (5:04)
9. We build then we break  (3:48)
10. Happiness (5:22)